# Pia Stutzenstein
Pia Stutzenstein (* 14. März 1989 in Aachen) ist eine deutsche Schauspielerin.

## Leben und Karriere
Pia Stutzenstein wurde in Aachen geboren und wuchs in Nideggen-Schmidt auf. Nach dem Schulabschluss am Monschauer Gymnasium war sie von 2012 bis 2016 Schülerin an der Schauspielschule Theaterakademie Köln, an der sie 2016 den Abschluss erwarb. Im Oktober 2014 besuchte sie an dieser Akademie einen Workshop bei Sabine Schwedhelm.
Von 2015 bis 2017 war sie neben Daniele Rizzo Hauptdarstellerin der Comedy-Serie Comedy Rocket, die auf Facebook über 230 Millionen Videoabrufe verzeichnen konnte. Alleine auf YouTube erreichte der Clip „Sex in der Badewanne“ über 22 Millionen Zuschauer (Stand: Dezember 2021). Der Clip „So gehen Beziehungen kaputt“ wurde als Kommentar zur Digitalisierung und KI breit in den Medien besprochen. Mac Life bezeichnete den Clip als „wirklich witzig und gar nicht so weit hergeholt“. 2017 war Comedy Rocket für den Goldene Kamera Digital Award in der Kategorie Comedy nominiert.
2016 erhielt Stutzenstein den Publikumspreis für Die Troja-Agonie, Parallelworlds Baranawitschy, Belarus.	
Seit Staffel 25 (Erstausstrahlung: 20. August 2020) ist Pia Stutzenstein Ermittlerin an der Seite von Erdoğan Atalay in der RTL-Serie Alarm für Cobra 11 – Die Autobahnpolizei.

## Filmografie (Auswahl)
- 2007: Emotions (Kurzfilm)
- 2012: Alles was zählt (Fernsehserie)
- 2012, 2013: Unter uns (Fernsehserie)
- 2014: Frau ohne Liebe (Kurzfilm)
- 2015–2017: Comedy Rocket (Webserie, 35 Folgen)
- 2016: El Olivo – Der Olivenbaum (El Olivo)
- 2017: SOKO Köln (Fernsehserie)
- 2017: Wishlist (Webserie, eine Folge)
- 2018: Alles auf eine Karte
- 2019:	Einstein (Fernsehserie, 2 Folgen)
- 2019: Der Fall Collini
- 2019: Das Traumschiff (Fernsehreihe, Folge: Sambia)
- 2020: Die Kanzlei (Fernsehserie, Folge: Heimatlos)
- seit 2020: Alarm für Cobra 11 – Die Autobahnpolizei (Fernsehserie)
- 2020: Heldt (Fernsehserie, Folge: Club der Detektive)
- 2021: Kreuzfahrt ins Glück (Fernsehreihe, Folge: Hochzeitsreise in die Toskana)
- 2021: MOODLAW – We Breathe Atmosphere (Kurzfilm)
- 2022: Blutige Anfänger (Fernsehserie, 1 Folge)
- 2023: SOKO Stuttgart (Fernsehserie, Folge K.o. im zweiten Satz)